# ジュリオ・ミリアッチョ
ジュリオ・ミリアッチョ（Giulio Migliaccio, 1981年6月23日 - ）は、イタリア・カンパニア州ナポリ県ムニャーノ・ディ・ナーポリ出身の元サッカー選手。ポジションはMF。

## 経歴

### クラブ
豊富な運動量を武器とする守備的ミッドフィールダー。必要に応じてセンターバックとしてもプレーすることができる。地元のクラブ、サヴォイアの下部組織で育ち、1998年デビュー。プロデビュー時はストライカーとしてプレーしていた。サヴォイアは翌年セリエBに昇格したが、ミリアッチョはセミプロのプテオラーナに期限付き移籍した。プテオラーナでは主力としてセリエD優勝に貢献し、イタリアのユース代表にも招集された。充実のシーズンを過ごしたミリアッチョは3部へ降格したクラブに主力として戻ってきたが、開幕戦に出場したのみでセリエAのバーリに移籍、20歳でトップリーグでプレーするチャンスを得た。
しかしバーリでは全く試合に出ることができず、1シーズンで4部のジュリアーノへ放出されてしまった。ジュリアーノではすぐさま主力に定着し、2部テルナーナでのプレーを経て2005年1月にアタランタに移籍。5年越しのセリエAデビューを果たし、主力に定着した。しかしクラブは降格。セリエBでの新シーズン、ミリアッチョは新任のステファノ・コラントゥオーノ監督のもとで成長し、セリエB優勝の原動力となった。再びセリエAに挑んだ2006-07シーズンも主軸としてアタランタの8位に貢献、シーズン後にコラントゥオーノと共にパレルモに移籍。移籍金500万ユーロ。
パレルモのレジェンド、エウジェニオ・コリーニの代役として期待されたミリアッチョだったが、ミリアッチョとコリーニはタイプの違う選手であり、パレルモはコリーニ不在が響いて低迷。コラントゥオーノは11月に解任された。しかしミリアッチョ自身はそのプレーやキャプテンシーを評価され、その後も主力としてチームを牽引した。2012年夏に5年過ごしたパレルモを去り、買取オプション付きの期限付き移籍でフィオレンティーナに加入。2013年夏、古巣アタランタへ7シーズンぶりに復帰した。2017年5月29日、シーズン終了後に引退することを表明した。

## 人物
- アメリカ人俳優のヴィン・ディーゼルと似ていることで知られる[3]。
- 温厚な人柄であり、テルナーナではキャプテンを務めた。パレルモ時代には副キャプテンとしてチームをまとめ、クラブや選手から篤い信頼を集めていた。
- 私生活では24歳の時に結婚し[4]、それぞれ2006年と2009年生まれの2人の娘がいる[5]。
- 弟のヴィンチェンツォもサッカー選手であり、現在3部のバルレッタでプレーしている[6]。
- 将来はスポーツディレクターになりたいと語っている[7]。

## 個人成績
| シーズン  | クラブ             | リーグ                                           | リーグ | リーグ |
| シーズン  | クラブ             | リーグ                                           | 出場   | 得点   |
| --------- | ------------------ | ------------------------------------------------ | ------ | ------ |
| 1998-99   | サヴォイア         | セリエC1                                         | 8      | 0      |
| 1999-2000 | サヴォイア         | セリエB                                          | 1      | 0      |
| 1999-2000 | プテオラーナ       | カンピオナート・ナツィオナーレ・ディレッタンティ | 29     | 6      |
| 2000-01   | サヴォイア         | セリエC1                                         | 1      | 0      |
| 2000-01   | バーリ             | セリエA                                          | 0      | 0      |
| 2001-02   | ジュリアーノ       | セリエC2                                         | 31     | 0      |
| 2002-03   | ジュリアーノ       | セリエC2                                         | 31     | 1      |
| 2003-04   | テルナーナ         | セリエB                                          | 20     | 0      |
| 2004-05   | テルナーナ         | セリエB                                          | 16     | 0      |
| 2004-05   | アタランタ         | セリエA                                          | 14     | 0      |
| 2005-06   | アタランタ         | セリエB                                          | 31     | 2      |
| 2006-07   | アタランタ         | セリエA                                          | 33     | 2      |
| 2007-08   | パレルモ           | セリエA                                          | 31     | 0      |
| 2008-09   | パレルモ           | セリエA                                          | 31     | 3      |
| 2009-10   | パレルモ           | セリエA                                          | 30     | 1      |
| 2010-11   | パレルモ           | セリエA                                          | 35     | 2      |
| 2011-12   | パレルモ           | セリエA                                          | 30     | 2      |
| 2012-13   | パレルモ           | セリエA                                          | 1      | 0      |
| 2012-13   | フィオレンティーナ | セリエA                                          | 24     | 1      |
| 通算      | 通算               | 通算                                             | 397    | 20     |